# Anaea panariste
Anaea panariste är en fjärilsart som beskrevs av William Chapman Hewitson 1856. Anaea panariste ingår i släktet Anaea och familjen praktfjärilar. Inga underarter finns listade i Catalogue of Life.